# Heinz Brückner
Heinz Brückner (Dresda, 8 marzo 1900 – 19 aprile 1968) è stato un poliziotto tedesco delle SS a capo dell'Ufficio VI del Volksdeutsche Mittelstelle. Nel 1948 Brückner fu condannato nel processo RuSHA a 15 anni di prigione e rilasciato all'inizio del 1951.

## Biografia
Si iscrisse al NSDAP il 1º maggio 1933 (nº 3.545.880) e alle SS nel 1940, dove raggiunse il grado di SS-Sturmbannführer. Dopo la seconda guerra mondiale, sostenne che la sua adesione fu necessaria per negoziare con i sovietici il reinsediamento dei "tedeschi etnici" dalla Lituania al Reich tedesco nel 1940, all'epoca sotto la sua guida, poiché i sovietici avevano insistito per trattare solo con gli ufficiali. Si trattava, come per altri uomini delle SS nel Volksdeutsche Mittelstelle, di una rivendicazione in sua difesa; anche l'adesione alle SS era volontaria nel VoMi e non era un requisito necessario per ricoprire una posizione di comando infatti anche altri due capi ufficio del VoMi, Adolf Puls e Lothar Heller, si unirono alle SS solo nel 1944.
Nel processo RuSHA del 1947, Brückner fu incriminato per crimini di guerra, crimini contro l'umanità e appartenenza a un'organizzazione criminale. Il suo avvocato difensore fu Karl Dötzer. Il 10 marzo 1948 fu dichiarato colpevole per tutte e tre le accuse. In particolare, fu accusato della responsabilità per il rapimento dei bambini non tedeschi, per l'impedimento alla procreazione per i non tedeschi, per l'espulsione forzata e il reinsediamento degli stranieri, per la "germanizzazione" forzata e per il lavoro forzato degli stranieri, nonché per la sua appartenenza alle SS. La pena fu di 15 anni di carcere. Brückner fu rilasciato dalla prigione di Landsberg il 3 gennaio 1951.